# Griselles, Loiret

Griselles este o comună în departamentul Loiret din centrul Franței. În 1 ianuarie 2022 avea o populație de 818 de locuitori.